# كريستوفر بيل
كريستوفر بيل (بالإنجليزية: Christopher Bell)‏ هو سائق سيارة سباق أمريكي، ولد في 16 ديسمبر 1994 في نورمان في الولايات المتحدة.

## وصلات خارجية
- كريستوفر بيل على موقع Racing-Reference.info (الإنجليزية)
- كريستوفر بيل على موقع DriverDB.com (الإنجليزية)